# Kuntzig
Kuntzig (niem. Künzig) – miejscowość i gmina we Francji, w regionie Grand Est, w departamencie Mozela.
Według danych na rok 1990 gminę zamieszkiwało 1088 osób, a gęstość zaludnienia wynosiła 241 osób/km² (wśród 2335 gmin Lotaryngii Kuntzig plasuje się na 343. miejscu pod względem liczby ludności, natomiast pod względem powierzchni na miejscu 1054.).